# Liste des chefs du gouvernement suédois
Le chef du gouvernement suédois porte le titre de Statsminister (littéralement, « Ministre d'État »).

## Sous Oscar II (1872-1907)
| Portrait             | Nom                                                      | Début du mandat   | Fin du mandat     | Parti                          | Élection(s)            | Gouvernement(s) |
| -------------------- | -------------------------------------------------------- | ----------------- | ----------------- | ------------------------------ | ---------------------- | --------------- |
| Louis De Geer        | Louis De Geer (18 juillet 1818 – 24 septembre 1896)      | 20 mars 1876      | 19 avril 1880     | Indépendant (libéral)          | 1878                   | De Geer père II |
| Arvid Posse          | Arvid Posse (15 février 1820 – 24 avril 1901)            | 19 avril 1880     | 13 juin 1883      | Parti Lantmanna                | 1881                   | Posse           |
| Carl Johan Thyselius | Carl Johan Thyselius (8 juin 1811 – 11 janvier 1891)     | 13 juin 1883      | 16 mai 1884       | Indépendant (conservateur)     | —                      | Thyselius       |
| Robert Themptander   | Robert Themptander (14 février 1844 – 30 janvier 1897)   | 16 mai 1884       | 6 février 1888    | Indépendant (libéral)          | 1884 1887 (1) 1887 (2) | Themptander     |
| Gillis Bildt         | Gillis Bildt (16 octobre 1820 – 22 octobre 1894)         | 6 février 1888    | 12 octobre 1889   | Indépendant (conservateur)     | —                      | G. Bildt        |
| Gustaf Åkerhielm     | Gustaf Åkerhielm (24 juillet 1833 – 2 avril 1900)        | 12 octobre 1889   | 10 juillet 1891   | Protectionniste                | 1890                   | Åkerhielm       |
| Erik Gustaf Boström  | Erik Gustaf Boström (11 février 1842 – 21 février 1907)  | 10 juillet 1891   | 12 septembre 1900 | Parti Lantmanna                | 1893 1896 1899         | Boström I       |
| Fredrik von Otter    | Fredrik von Otter (11 avril 1833 – 9 mars 1910)          | 12 septembre 1900 | 5 juillet 1902    | Indépendant                    | —                      | von Otter       |
| Erik Gustaf Boström  | Erik Gustaf Boström (11 février 1842 – 21 février 1907)  | 5 juillet 1902    | 13 avril 1905     | Parti Lantmanna                | 1902                   | Boström II      |
| Johan Ramstedt       | Johan Ramstedt (7 novembre 1852 – 15 mars 1935)          | 13 avril 1905     | 2 août 1905       | Indépendant                    | —                      | Ramstedt        |
| Christian Lundeberg  | Christian Lundeberg (14 juillet 1842 – 10 novembre 1911) | 2 août 1905       | 7 novembre 1905   | Protectionniste                | —                      | Lundeberg       |
| Karl Staaff          | Karl Staaff (21 janvier 1860 – 4 octobre 1915)           | 7 novembre 1905   | 29 mai 1906       | Parti de la coalition libérale | 1905                   | Staaff I        |
| Arvid Lindman        | Arvid Lindman (19 septembre 1862 – 9 décembre 1936)      | 29 mai 1906       | 7 octobre 1911    | Ligue générale électorale      | 1908                   | Lindman I       |

## Sous Gustave V (1907-1950)
| Portrait                | Nom                                                      | Début du mandat   | Fin du mandat     | Parti                          | Élection(s)       | Gouvernement(s)    |
| ----------------------- | -------------------------------------------------------- | ----------------- | ----------------- | ------------------------------ | ----------------- | ------------------ |
| Karl Staaff             | Karl Staaff (21 janvier 1860 – 4 octobre 1915)           | 7 octobre 1911    | 17 février 1914   | Parti de la coalition libérale | 1911              | Staaff II          |
| Hjalmar Hammarskjöld    | Hjalmar Hammarskjöld (4 février 1862 – 12 octobre 1953)  | 17 février 1914   | 30 mars 1917      | Indépendant                    | 1914 (1) 1914 (2) | Hammarskjöld       |
| Carl Swartz             | Carl Swartz (5 juin 1858 – 6 novembre 1926)              | 30 mars 1917      | 19 octobre 1917   | Parti national                 | —                 | Swartz             |
| Nils Edén               | Nils Edén (25 août 1871 – 16 juin 1945)                  | 19 octobre 1917   | 10 mars 1920      | Parti de la coalition libérale | 1917              | Edén               |
| Hjalmar Branting        | Hjalmar Branting (23 novembre 1860 – 24 février 1925)    | 10 mars 1920      | 27 octobre 1920   | Social-démocrate               | —                 | Branting I         |
| Louis De Geer           | Louis De Geer (27 novembre 1854 – 25 février 1935)       | 27 octobre 1920   | 23 février 1921   | Indépendant                    | 1920              | De Geer fils       |
| Oscar von Sydow         | Oscar von Sydow (12 juillet 1873 – 19 août 1936)         | 23 février 1921   | 13 octobre 1921   | Indépendant                    | —                 | von Sydow          |
| Hjalmar Branting        | Hjalmar Branting (23 novembre 1860 – 24 février 1925)    | 13 octobre 1921   | 19 avril 1923     | Social-démocrate               | 1921              | Branting II        |
| Ernst Trygger           | Ernst Trygger (27 octobre 1857 – 23 septembre 1943)      | 19 avril 1923     | 18 octobre 1924   | Parti national                 | —                 | Trygger            |
| Hjalmar Branting        | Hjalmar Branting (23 novembre 1860 – 24 février 1925)    | 18 octobre 1924   | 24 janvier 1925   | Social-démocrate               | 1924              | Branting III       |
| Rickard Sandler         | Rickard Sandler (29 janvier 1884 – 12 novembre 1964)     | 24 janvier 1925   | 7 juin 1926       | Social-démocrate               | —                 | Sandler            |
| Carl Gustaf Ekman       | Carl Gustaf Ekman (6 octobre 1872 – 15 juin 1945)        | 7 juin 1926       | 2 octobre 1928    | Libres d'esprit                | —                 | Ekman I            |
| Arvid Lindman           | Arvid Lindman (19 septembre 1862 – 9 décembre 1936)      | 2 octobre 1928    | 7 juin 1930       | Ligue générale électorale      | 1928              | Lindman II         |
| Carl Gustaf Ekman       | Carl Gustaf Ekman (6 octobre 1872 – 15 juin 1945)        | 7 juin 1930       | 6 août 1932       | Libres d'esprit                | —                 | Ekman II           |
| Felix Hamrin            | Felix Hamrin (14 janvier 1875 – 27 novembre 1937)        | 6 août 1932       | 24 septembre 1932 | Libres d'esprit                | —                 | Hamrin             |
| Per Albin Hansson       | Per Albin Hansson (28 octobre 1885 – 6 octobre 1946)     | 24 septembre 1932 | 19 juin 1936      | Social-démocrate               | 1932              | Hansson I          |
| Axel Pehrsson-Bramstorp | Axel Pehrsson-Bramstorp (19 août 1883 – 19 février 1954) | 19 juin 1936      | 28 septembre 1936 | Ligue des fermiers             | —                 | Pehrsson-Bramstorp |
| Per Albin Hansson       | Per Albin Hansson (28 octobre 1885 – 6 octobre 1946)     | 28 septembre 1936 | 13 décembre 1939  | Social-démocrate               | 1936              | Hansson II         |
| Per Albin Hansson       | Per Albin Hansson (28 octobre 1885 – 6 octobre 1946)     | 13 décembre 1939  | 31 juillet 1945   | Social-démocrate               | 1940 1944         | Hansson III        |
| Per Albin Hansson       | Per Albin Hansson (28 octobre 1885 – 6 octobre 1946)     | 31 juillet 1945   | 6 octobre 1946    | Social-démocrate               | —                 | Hansson IV         |
| Tage Erlander           | Tage Erlander (13 juin 1901 – 21 juin 1985)              | 11 octobre 1946   | 1er octobre 1951  | Social-démocrate               | 1948              | Erlander I         |

## Sous Gustave VI Adolphe (1950-1973)
| Portrait      | Nom                                            | Début du mandat  | Fin du mandat   | Parti            | Élection(s)         | Gouvernement(s) |
| ------------- | ---------------------------------------------- | ---------------- | --------------- | ---------------- | ------------------- | --------------- |
| Tage Erlander | Tage Erlander (13 juin 1901 – 21 juin 1985)    | 1er octobre 1951 | 31 octobre 1957 | Social-démocrate | 1952 1956           | Erlander II     |
| Tage Erlander | Tage Erlander (13 juin 1901 – 21 juin 1985)    | 31 octobre 1957  | 14 octobre 1969 | Social-démocrate | 1958 1960 1964 1968 | Erlander III    |
| Olof Palme    | Olof Palme (30 janvier 1927 – 28 février 1986) | 14 octobre 1969  | 8 octobre 1976  | Social-démocrate | 1970 1973           | Palme I         |

## Sous Charles XVI Gustave (depuis 1973)
| Portrait            | Nom                                                 | Début du mandat  | Fin du mandat               | Parti                | Élection(s) | Gouvernement(s) |
| ------------------- | --------------------------------------------------- | ---------------- | --------------------------- | -------------------- | ----------- | --------------- |
| Thorbjörn Fälldin   | Thorbjörn Fälldin (24 avril 1926 – 23 juillet 2016) | 8 octobre 1976   | 18 octobre 1978             | Parti du centre      | 1976        | Fälldin I       |
| Ola Ullsten         | Ola Ullsten (23 juin 1931 – 28 mai 2018)            | 18 octobre 1978  | 12 octobre 1979             | Libéraux             | —           | Ullsten         |
| Thorbjörn Fälldin   | Thorbjörn Fälldin (24 avril 1926 – 23 juillet 2016) | 12 octobre 1979  | 22 mai 1981                 | Parti du centre      | 1979        | Fälldin II      |
| Thorbjörn Fälldin   | Thorbjörn Fälldin (24 avril 1926 – 23 juillet 2016) | 22 mai 1981      | 8 octobre 1982              | Parti du centre      | —           | Fälldin III     |
| Olof Palme          | Olof Palme (30 janvier 1927 – 28 février 1986)      | 8 octobre 1982   | 28 février 1986 (assassiné) | Social-démocrate     | 1982 1985   | Palme II        |
| Ingvar Carlsson     | Ingvar Carlsson (né le 9 novembre 1934)             | 1er mars 1986    | 27 février 1990             | Social-démocrate     | 1988        | Carlsson I      |
| Ingvar Carlsson     | Ingvar Carlsson (né le 9 novembre 1934)             | 27 février 1990  | 4 octobre 1991              | Social-démocrate     | —           | Carlsson II     |
| Carl Bildt          | Carl Bildt (né le 15 juillet 1949)                  | 4 octobre 1991   | 7 octobre 1994              | Modérés              | 1991        | Bildt           |
| Ingvar Carlsson     | Ingvar Carlsson (né le 9 novembre 1934)             | 7 octobre 1994   | 22 mars 1996 (démission)    | Social-démocrate     | 1994        | Carlsson III    |
| Göran Persson       | Göran Persson (né le 20 janvier 1949)               | 22 mars 1996     | 6 octobre 2006              | Social-démocrate     | 1998 2002   | Persson         |
| Fredrik Reinfeldt   | Fredrik Reinfeldt (né le 4 août 1965)               | 6 octobre 2006   | 3 octobre 2014              | Modérés (L'Alliance) | 2006 2010   | Reinfeldt       |
| Stefan Löfven       | Stefan Löfven (né le 21 juillet 1957)               | 3 octobre 2014   | 30 novembre 2021            | Social-démocrate     | 2014 2018   | Löfven          |
| Magdalena Andersson | Magdalena Andersson (née le 23 janvier 1967)        | 30 novembre 2021 | 18 octobre 2022             | Social-démocrate     | —           | Andersson       |
| Ulf Kristersson     | Ulf Kristersson (né le 29 décembre 1963)            | 18 octobre 2022  | mandat en cours             | Modéré               | 2022        | Kristersson     |

## Records
- Tage Erlander est resté le plus longtemps en poste : 23 ans et 3 jours.
- Felix Hamrin est resté le moins longtemps en poste : 49 jours.
- Carl Johan Thyselius est le plus âgé à sa prise de fonction : 72 ans et 5 jours.
- Carl Johan Thyselius est également celui qui a quitté la fonction le plus âgé : 72 ans et 342 jours.
- Robert Themptander est le plus jeune à sa prise de fonction : 40 ans et 92 jours.
- Rickard Sandler est celui qui a quitté la fonction le plus jeune : 42 ans et 129 jours.